# Ecology and Evolution
Ecology and Evolution — двомісячний науковий журнал, що охоплює різні проблеми екології, еволюції і біології охорони природи. Згідно висновків Journal Citation Reports, в 2015 р. Імпакт-фактор журналу становив 2.537.